# 杨楼孜镇
杨楼孜镇，是中华人民共和国安徽省阜阳市颍东区下辖的一个乡镇级行政单位。

## 行政区划
杨楼孜镇下辖以下地区：
王台村、杨楼村、王小庄村、汤圩村、前进村、八里村、张岗村和王屯村。